# Ferdinand Huneke

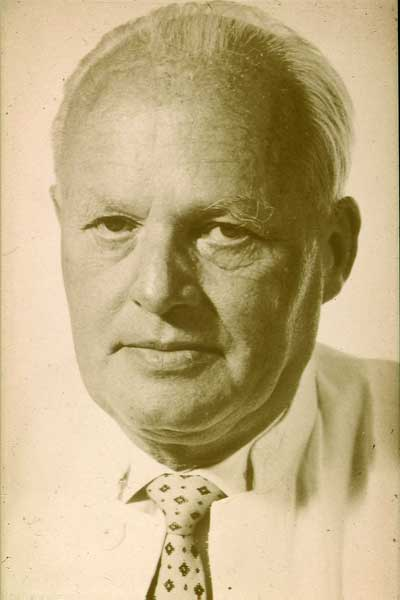
Ferdinand Huneke

Ferdinand Huneke (* 23. September 1891 in Brilon; † 2. Juni 1966 in Düsseldorf) war ein deutscher Arzt, welcher die Methode der Neuraltherapie entwickelte.

## Leben
Ferdinand Huneke gilt gemeinsam mit seinem Bruder, dem Zahnarzt Walter Hunecke, als Entwickler der Neuraltherapie. Die ersten Berichte erfolgten im Jahr 1928 anhand von Beobachtungen, welche anhand von Lokalanästhesien im Kieferbereich, getroffen worden waren. Huneke brachte später ein eigenes Lokalanästhetikum namens „Impletol“ bei der Firma Bayer auf den Markt. Außerdem entdeckte er im Jahre 1941 das Phänomen „Sekundenphänomen“, bei welchem Schmerzen für rund acht Stunden verschwanden, wenn in den Herd Procain injiziert wurde. Ein erstes Lehrbuch für Neuraltherapie wurde im Jahr 1963 von Peter Dosch herausgegeben.
Huneke war zudem regelmäßiger Gast der Tagungen des Zentralverbands der Ärzte für Naturheilverfahren in Freudenstadt, was häufig mit seinen Geburtstagen zusammenfiel. Albert Cramer schreibt in seinem Geschichtsbuch (1990): „Ferdinand lud die Referenten des Kongresses in sein Hotel, den ‚Rappen‘, zum Umtrunk ein. Da ging es mit rheinischer Fröhlichkeit hoch her. Wer im gleichen Hotel wohnte (wie der Verf. meist), hatte die Wahl: entweder spazieren zu gehen oder teilzunehmen (an Schlaf war dort nicht zu denken).“
Seit 1911 war Huneke Mitglied der katholischen Studentenverbindung KDStV Hercynia Freiburg im Breisgau.

## Publikationen
- Ferdinand Huneke: Das Sekunden-Phänomen in der Neuraltherapie. Haug, Heidelberg 1989, ISBN 3-7760-1123-8, S. 493.
- Ferdinand Huneke: Die Narbe als Störungsfeld. Cesra-Arzneimittelfabrik Julius Redel, Baden-Baden 1960.
- Ferdinand Huneke: Krankheit und Heilung anders gesehen. Staufen-Verlag, Köln, Krefeld 1953, S. 273.